# Achemine (Mauritanie)
Pour les articles homonymes, voir Achemine.
Achemine (en arabe : آشميم) est une commune de Mauritanie située dans le département de Néma de la région de Hodh Ech Chargui. Elle a une population de 2 554 habitants en 2013 contre 3 012 en 2000.

## Géographie
La commune est située à 352 mètres d'altitude.